# هاشم خميس
هاشم خميس حسن، لاعب كرة قدم عراقي سابق ومركزه حارس المرمى.

## حياته
لعب هاشم خميس للمنتخب العراقي أواخر تسعينات القرن الماضي وبداية القرن الحالي، كان يتمتع بخفة الحركة وأداء الحركات البهلوانية لذلك لقب بـ(هاشم طيارة) .
لعب مع نادي القوة الجوية العراقي، شارك مع المنتخب العراقي في بطولة كأس آسيا 2000 في لبنان  وبعد اعتزاله الدولي اتجه للتدريب.